# Hälsingegymnasiet
Hälsingegymnasiet är en gymnasial friskola i Bollnäs. Teknikprogrammet låg från början som bas för fem olika inriktningar, matematik, naturvetenskap, datateknik, ekonomi samt media/design.
Idag erbjuder Hälsingegymnasiet även ekonomiprogrammet och naturvetenskapsprogrammet. Teknikprogrammet har idag endast inriktningarna Teknikvetenskap och Informations- och medieteknik